# Championnat du Swaziland de football 2013-2014
Navigation
Édition précédente Édition suivante
La saison 2013-2014 du Championnat du Swaziland de football est la trente-huitième édition de la Premier League, le championnat national de première division au Swaziland. Les douze équipes engagées sont regroupées au sein d'une poule unique où elles affrontent deux fois leurs adversaires, à domicile et à l'extérieur. En fin de saison, les deux derniers du classement sont relégués et remplacés par les deux meilleures équipes de deuxième division.
C'est le club de Royal Leopards FC qui remporte la compétition cette saison après avoir terminé en tête du classement final, avec trois points d'avance sur le double tenant du titre, Mbabane Swallows et sept sur Manzini Wanderers. C'est le quatrième titre de champion du Swaziland de l'histoire du club, qui réalise même le doublé en s'imposant en finale de la Coupe du Swaziland face à Young Buffaloes FC.

## Participants
- Umbelebele/Jomo Cosmos - Promu de D2
- Moneni Pirates
- Manzini Sundowns
- Manzini Wanderers
- Young Buffaloes FC
- Manzini Sea Birds FC
- RSSC United - Promu de D2
- Midas Mbabane City FC
- Mbabane Swallows
- Malanti Chiefs FC
- Green Mamba
- Royal Leopards FC

## Compétition

### Classement
Le classement est établi sur le barème de points suivant : victoire à 3 points, match nul à 1, défaite à 0.
| Rang | Équipe                  | Pts | J  | G  | N | P  | Bp | Bc | Diff |
| ---- | ----------------------- | --- | -- | -- | - | -- | -- | -- | ---- |
| 1    | Royal Leopards FCC      | 46  | 22 | 13 | 7 | 2  | 39 | 20 | +19  |
| 2    | Mbabane SwallowsT       | 43  | 22 | 12 | 7 | 3  | 46 | 19 | +27  |
| 3    | Manzini Wanderers       | 39  | 22 | 11 | 6 | 5  | 31 | 20 | +11  |
| 4    | Young Buffaloes FC      | 35  | 22 | 10 | 5 | 7  | 28 | 21 | +7   |
| 5    | Green Mamba             | 34  | 22 | 9  | 7 | 6  | 26 | 17 | +9   |
| 6    | Manzini Sundowns        | 33  | 22 | 9  | 6 | 7  | 27 | 20 | +7   |
| 7    | Malanti Chiefs FC       | 31  | 22 | 8  | 7 | 7  | 34 | 32 | +2   |
| 8    | RSSC UnitedP            | 28  | 22 | 8  | 4 | 10 | 21 | 31 | -10  |
| 9    | Moneni Pirates          | 21  | 22 | 4  | 9 | 9  | 24 | 31 | -7   |
| 10   | Manzini Sea Birds FC    | 21  | 22 | 6  | 3 | 13 | 24 | 42 | -18  |
| 11   | Umbelebele/Jomo CosmosP | 16  | 22 | 5  | 1 | 16 | 14 | 42 | -28  |
| 12   | Midas Mbabane City FC   | 14  | 22 | 2  | 8 | 12 | 17 | 36 | -19  |

|  | Qualification pour la Ligue des champions de la CAF 2015                                  |
|  | Qualification pour la Coupe de la confédération 2015                                      |
|  | Relégation directe en deuxième division                                                   |
|  | T : Tenant du titre C : Vainqueur de la Coupe du Swaziland P : Promu de deuxième division |

## Bilan de la saison
| Championnat du Swaziland de football 2013-2014 |                              |
| Champion                                       | Royal Leopards FC (4e titre) |
| Coupes et trophées                             |                              |
| Vainqueur de la Coupe du Swaziland 2013-2014   | Royal Leopards FC            |
| Qualifications continentales                   |                              |
| Ligue des champions de la CAF 2015             | Mbabane Swallows             |
| Coupe de la confédération 2015                 | Royal Leopards FC            |
| Promotions et relégations                      |                              |
| Promus en Premier League                       | Mbabane Highlanders          |
| Promus en Premier League                       | Masibini Red Lions FC        |
| Relégués en First Division League              | Midas Mbabane City FC        |
| Relégués en First Division League              | Umbelebele/Jomo Cosmos       |